# Glencoe (Kentucky)
Glencoe es una ciudad ubicada en el condado de Gallatin en el estado estadounidense de Kentucky. En el Censo de 2010 tenía una población de 360 habitantes y una densidad poblacional de 78,26 personas por km².

## Geografía
Glencoe se encuentra ubicada en las coordenadas 38°43′30″N 84°49′24″O / 38.72500, -84.82333. Según la Oficina del Censo de los Estados Unidos, Glencoe tiene una superficie total de 4.6 km², de la cual 4.57 km² corresponden a tierra firme y (0.68%) 0.03 km² es agua.

## Demografía
Según el censo de 2010, había 360 personas residiendo en Glencoe. La densidad de población era de 78,26 hab./km². De los 360 habitantes, Glencoe estaba compuesto por el 97.78% blancos, el 0.28% eran afroamericanos, el 0.28% eran amerindios, el 0% eran asiáticos, el 0% eran isleños del Pacífico, el 0.83% eran de otras razas y el 0.83% pertenecían a dos o más razas. Del total de la población el 1.94% eran hispanos o latinos de cualquier raza.